# Badis pyema
Badis pyema är en fiskart som beskrevs av Kullander och Ralf Britz 2002. Badis pyema ingår i släktet Badis och familjen Badidae. Inga underarter finns listade.